# Tiger Rocks
Die Tiger Rocks (wörtlich aus dem Englischen übersetzt Tigerfelsen) sind zwei bis zu 23 m hohe Klippenfelsen im Südatlantik. Sie gehören zum Archipel Südgeorgiens und ragen 2,5 km westlich von Main Island in der Gruppe der Willis-Inseln aus dem Meer auf.
Die deskriptive Benennung erfolgte durch die Besatzung des Forschungsschiffs HMS Owen, die zwischen 1960 und 1961 in diesen Gewässern operierte und dabei die Vermessung der Felsen vornahm.